# Anfiarao (Sofocle)
Anfiarao (greco antico: Ἀμφιάραος) è un'opera perduta di Sofocle, probabilmente un dramma satiresco.

## Trama
Del testo è, comunque, sopravvissuto un solo frammento. Se l'opera era una tragedia, è possibile che essa ruotasse attorno all'assalto che il guerriero Anfiarao non voleva condurre contro la città di Tebe, avendone previsto l'esito infausto (Anfiarao aveva il dono della preveggenza): è, comunque, possibile che essa rientrasse tra le altre tragedie dedicate ai Sette a Tebe scritte da Sofocle e che chiudesse una probabile trilogia dei Sette come dramma satiresco.

L'opera è, infatti, conosciuta anche grazie alla testimonianza dello scrittore Ateneo di Naucrati, che parla di un personaggio che "danza sulle lettere", probabilmente intendendo un personaggio analfabeta che descriveva danzando le lettere di una parola che non sapeva leggere, con una danza simile a quella eseguita dai satiri ne I cercatori di tracce.